# Melamed

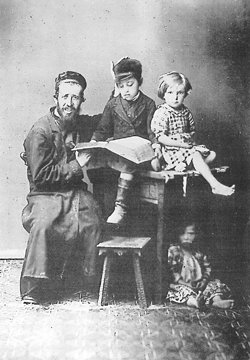
Un melamed dans la Podolie du XIXe siècle

Le melamed ou Melammed (hébreu מלמד, enseignant), déjà mentionné dans la Bible hébraïque est un enseignant ou précepteur, dispensant ou non l'enseignement religieux, puis, à l'époque talmudique, devient presque exclusivement un précepteur ou instituteur d'enfants; le mot est souvent suivi de tinokot (nourrissons, enfants) et a un équivalent araméen, « makre dardeke. »
Le melamed est à cette époque désigné par la communauté, et le nombre des enfants qu'il peut instruire fait l'objet de régulations, ainsi que la manière d'instituer ou de démettre les postulants à ce rôle. Ces règles sont conservées dans la période post-talmudique.

## Régulations applicables aux tuteurs
Outre les instituteurs mandatés par la communauté, d'autres l'étaient par les parents à titre privé, de sorte qu'il devint nécessaire de définir précisément les droits et devoirs mutuels du melamed et des parents.
Le melamed n'était pas autorisé à exercer d'autre métier que le sien au cours de son mandat. S'il était malade et dans l'incapacité d'exercer, cette absence était déduite de ses gages, mais si l'élève était malade, le melamed devait être payé à plein tarif.
Il était interdit au melamed de punir ses élèves trop sévèrement; il devait enseigner le jour et en partie la nuit. Il ne pouvait ni laisser ses élèves sans surveillance ni négliger sa tâche; il devait être pieux et comprendre sa vocation. Seul un homme marié pouvait être melamed.
Outre ces régulations, de nombreuses autres se trouvent dans Yore De'a 246 et Hoshen Mishpat, mais elles étaient tombées en désuétude.
En règle générale, le salaire d'un melamed était maigre, et il menait souvent une vie fort frugale.

## Les différents types d'instituteurs
Une distinction était faite entre le melamed de village et le précepteur privé, le précepteur à domicile par rapport au précepteur dans sa propre maison, c'est-à-dire maître d'un heder.
De même, on différenciait le melamed dardeki du melamed gemara: le premier enseignait aux enfants les rudiments de lecture et écriture d'hébreu et de Torah, et avait généralement un ou plusieurs assistants (behelfer en allemand). L'autre au contraire s'occupait d'inculquer le Tanakh et le Talmud ainsi que, plus tard, le Choulhan Aroukh.

## Autres usages du terme
En Russie et en Pologne, le métier de melamed étant mal rétribué et échoyant souvent à des individus incapables d'exercer d'autres métiers, il acquit le sens figuré de « bon-à-rien » ou « idiot. » [réf. nécessaire]
À l'inverse, le terme est considéré avec grand respect par les karaïtes, équivalant au titre de rabbin (étymologiquement, « grand » [en savoir], donc « maître ») chez les rabbanites. En conséquence, de nombreux érudits sont appelés « hamelammed hagadol » (le grand maître), voire simplement « hamelammed » (le maître).

## Melamed comme patronyme
Melamed, qui indiquait la profession de l'éponyme, fut appliqué comme patronyme, principalement en Pologne et en Russie, et donna également les appellations dérivées; dont Malamud, Malmuth ou Malamuth.
Melamed
- Abraham Melamed - ancien membre de la Knesset du Parti national religieux
- Douglas Melamed - l'un des pères de la loi et de l'économie
- Eliezer Melamed (1961-), rabbin orthodoxe israélien
- Fred Melamed - acteur
- Guy Melamed - joueur de football israélien
- Leo Melamed - homme d'affaires américain
- Rabbi Meïr Melamed - financier du roi Ferdinand et de la reine Isabelle d'Espagne dans la maison Abarbanel, contraint à la conversion en 1492.
- S. M. Melamed - auteur de Yiddish Stage
- Vince Melamed - musicien américain
- Rabbi Zalman Baruch Melamed - figure du sionisme religieux israélien, rosh yeshiva de Bethel

Variations
- Bruce Malmuth - acteur et réalisateur américain
- Mason Malmuth - joueur de poker américain
- Bernard Malamud - écrivain, auteur de nombreuses histoires juives, dont The Natural.